# سازند زمین‌شناسی

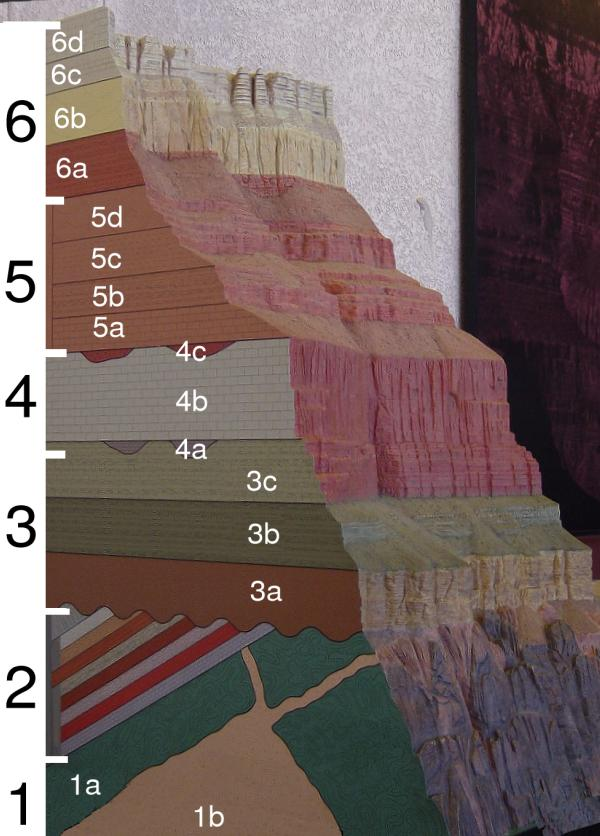
برش عرضی زمین‌شناختی از گرند کنیون. اعداد سیاه نشان‌دهنده گروه سازندها و اعداد سفید نشان‌دهنده سازندهای زمین‌شناسی است (برای اطلاعات بیشتر روی تصویر کلیک کنید).

سازند زمین‌شناسی یا سازند زمین‌شناختی (به انگلیسی: Geological formation) که به اختصار سازند نامیده می‌شود، توده‌ای از سنگ است که دارای مجموعه ای ثابت از ویژگی‌های فیزیکی (سنگ‌شناسی) است که آن را از سنگ‌های مجاور متمایز می‌کند و در لایه‌های سنگی که در یک منطقه جغرافیایی (ستون چینه‌شناسی) رخنمون دارند، موقعیت خاصی را اشغال می‌کند. سازند واحد بنیادی سنگ‌چینه‌شناسی، علم مطالعه چینه‌ها یا لایه‌های سنگی و شامل مجموعه لایه‌هایی است که صفات مشخص سنگ‌شناسی دارند.
بالا و پایین یک سازند مشخص است ولی ضخامت آن حد معینی ندارد. به‌طور کلی سازند به مجموع لایه‌هایی گفته می‌شود که دارای ترکیب سنگ‌شناسی مشخص بوده و در سطح نسبتاً وسیعی گسترش و امتداد داشته، حد فاصل آن با لایه‌های زیرین و بالایی کاملاً مشخص باشد، همچنین زمان رسوب‌گذاری در طول امتداد آن یکسان و قابل نقشه‌برداری باشد.
یک سازند باید به اندازه کافی بزرگ باشد که بتوان آن را در سطح نقشه‌برداری یا در زیر سطح ردیابی کرد. سازندها در غیر این صورت با ضخامت چینه‌های سنگی آن‌ها تعریف نمی‌شوند، چرا که ضخامت آن‌ها می‌تواند به‌طور گسترده‌ای متفاوت باشد. سازندها معمولاً، اما نه به‌طور کلی، به شکل تخت هستند. آنها ممکن است از یک سنگ‌شناسی واحد، یا از بسترهای متناوب از دو یا چند سنگ‌شناسی یا حتی ترکیبی ناهمگن از چند نوع سنگ‌شناسی تشکیل شوند، تا زمانی که این ویژگی‌های سنگ‌شناسی آن‌ها را از توده‌های سنگی مجاور متمایز کند.
مفهوم سازند زمین‌شناسی به آغاز زمین‌شناسی علمی مدرن بر می‌گردد. این اصطلاح نخستین‌بار توسط آبراهام گوتلوب ورنر در نظریه منشأ زمین به‌کار رفت که این نظریه از سال ۱۷۷۴ تا مرگ او در سال ۱۸۱۷ توسعه یافت. این مفهوم در طول زمان به‌طور فزاینده‌ای رسمیت یافت و اکنون در آثاری مانند کد چینه‌نگاری آمریکای شمالی و همتایان آن در مناطق دیگر مدون شده است.
نقشه‌های زمین‌شناسی جایی که سازندهای مختلف در سطح رخنمون دارند را نشان می‌دهند. نمایش سازندها در زمینه‌هایی مانند زمین‌شناسی ساختاری اساسی و مهم است و به زمین‌شناسان اجازه می‌دهد تا تاریخ زمین‌ساختی یک منطقه را تفسیر کرده یا مکان‌های احتمالی منابع معدنی مدفون را پیش‌بینی کنند.

## تعریف

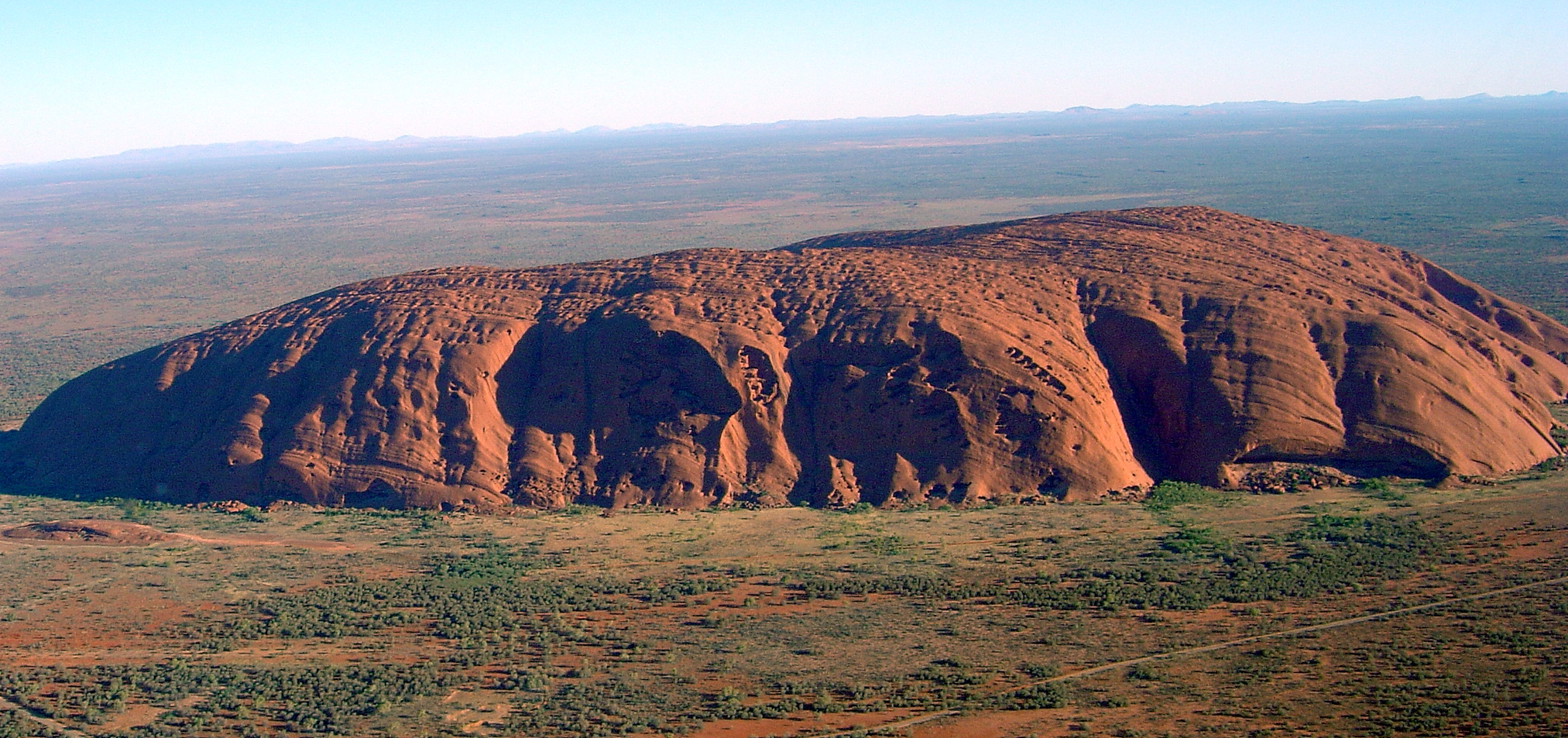
اولورو (صخره آیِر) در استرالیا از سازند Mutitjulu Arkose ساخته شده است. این سازند تقریباً به‌طور کامل از یک نوع سنگ‌شناسی (ماسه‌سنگ آرکوزیک) تشکیل شده است.

مرزهای یک سازند زمین‌شناسی به گونه ای انتخاب می‌شود که بیشترین همخوانی سنگ‌شناسی عملی را به آن بدهد. سازندها نباید با هیچ معیاری غیر از سنگ‌شناسی تعریف شوند. سنگ‌شناسی یک سازند شامل ویژگی‌هایی مانند ترکیب شیمیایی و کانی‌شناسی، بافت، رنگ، ساختارهای رسوبی اولیه، فسیل‌های در نظر گرفته‌شده به‌عنوان ذرات سنگ‌ساز یا دیگر مواد زیستی مانند زغال‌سنگ یا کروژن است. آرایه‌شناسی فسیل‌ها مبنای سنگ‌شناسی معتبری برای تعریف سازند نیست.
اختلاف سنگ‌شناسی مورد نیاز بین سازندها برای توجیه تشکیل آن‌ها، به نسبت پیچیدگی زمین‌شناسی یک منطقه متفاوت است. سازندها باید بتوانند در مقیاس نقشه‌برداری زمین‌شناسی که معمولاً در منطقه انجام می‌شود، ترسیم شوند. ضخامت سازندها ممکن است از کمتر از یک متر تا چند هزار متر متغیر باشد.
سازندهای زمین‌شناسی معمولاً بر پایه یک ویژگی طبیعی یا مصنوعی دائمی آن منطقه جغرافیایی که در آن سازند برای نخستین بار شرح داده شده، نام‌گذاری می‌شوند. این نام شامل «سازند» یا یک نام توصیفی به‌همراه نام محل جغرافیایی است و همچنین نباید کپی نام سازندهای قبلی باشد. برای نمونه در ایران، نام سازند آسماری از کوه آسماری در زاگرس و نام سازند الیکا  در البرز از روستای الیکا گرفته شده است.
اگرچه سازندها نباید با هیچ معیاری غیر از سنگ‌شناسی اولیه تعریف شوند، تعریف واحدهای زیست‌چینه‌شناسی بر پایه معیارهای دیرین‌شناسی، واحدهای گاه‌چینه‌شناسی هم‌سن با سنگ‌ها و واحدهای شیمی‌چینه‌شناسی در معیارهای ژئوشیمیایی، اغلب مفید است و این موارد در کدهای چینه‌شناسی گنجانده شده‌اند.
یک سازند ممکن است یک یا چند بخش (عضو) داشته باشد. همچنین گاهی چند سازند یک گروه را تشکیل می‌دهند. برخی از ویژگی‌های سازندها مانند سن، نوع فسیل، جنس، پیوستگی، ضخامت، رنگ و … تا حدودی مشترک است. در این میان سن و نوع فسیل سازند از اهمیت بیشتری برخوردار است. ممکن است برخی از این ویژگی‌ها در یک سازند مشترک نباشد. به‌طور مثال در زمین‌شناسی ایران، سازند آسماری در میدان‌های نفتی اهواز و مارون دارای ضخامت‌های متفاوتی است. اما به دلیل آن که سایر ویژگی‌های سازند همچنان در میدان‌های مختلف یکسان است، آن را یک سازند واحد می‌شناسند.

## ارجاع‌ها
1. ↑  «سازند زمین‌شناختی» [زمین‌شناسی] هم‌ارزِ «geologic formation»؛ منبع: گروه واژه‌گزینی. دفتر دوم. فرهنگ واژه‌های مصوب فرهنگستان. تهران: انتشارات فرهنگستان زبان و ادب فارسی. شابک ۹۶۴-۷۵۳۱-۳۷-۰ (ذیل سرواژهٔ سازند زمین‌شناختی)
2. ↑  مُر، فرید؛ مدبری، سروش (۱۳۹۱). فرهنگ جامع علوم زمین. فرهنگ معاصر. شابک ۹۷۸-۶۰۰-۱۰۵-۰۴۰-۴.
3. 1 2  Boggs 1987, pp. 545-547.
4. 1 2 3 4  North American Commission on Stratigraphic Nomenclature 2005, pp. 1567–1569.
5. ↑  «تقویم زمین‌شناسی». دانشنامه رشد. بایگانی‌شده از اصلی در ۴ ژوئن ۲۰۱۶. دریافت‌شده در ۱۶ مه ۲۰۱۶.
6. ↑  Frank 1938, pp. 221–222.
7. ↑  North American Commission on Stratigraphic Nomenclature 2005.
8. ↑  Ghosh 1993.
9. ↑  North American Commission on Stratigraphic Nomenclature 2005, pp. 1561–1562.
10. ↑  North American Commission on Stratigraphic Nomenclature 2005, pp. 1553–1554.
11. ↑  علوم زمین، کتاب درسی دوره متوسطه، سال سوم رشته تجربی، انتشارات کتابهای درسی آموزش و پرورش
12. ↑  «شناخت سازندهای نفتی و گازی ایران». آفتاب. ۲۹ خرداد ۱۳۸۷. دریافت‌شده در ۱۶ مه ۲۰۱۶.